# 西尾市立一色西部小学校
西尾市立一色西部小学校（にしおしりつ いっしきさいぶしょうがっこう）は、愛知県西尾市一色町治明通縄にある公立小学校。

## 概要
- 一色町開正、一色町赤羽（一部）、一色町治明、一色町養ヶ島、一色町細川、一色町中外沢（一部）が校区である。公立中学校に進む場合は西尾市立一色中学校に進学する[1]。
- 旧・幡豆郡一色町の西部の小学校であった。

## 沿革
- 1872年（明治5年） - 赤羽村に赤羽学校として開校。
- 1889年（明治22年） -
  - 治明村、開正村、養ヶ島村、赤羽村が合併し、栄生村が発足。
  - 赤羽学校に近海学校、及び味沢村の味浜学校が統合される。
- 1892年（明治25年） - 栄生村立栄生尋常小学校と改称する。味沢村立味沢尋常小学校を分離する。
- 1906年（明治39年）
  - 5月1日 - 一色町、五保村、衣崎村、味沢村、栄生村と合併し、一色村が発足。
  - 9月 - 一色第一尋常小学校に改称する。
- 1923年（大正12年）10月1日 - 一色村が町制施行し、一色町が発足。
- 1926年（大正15年） - 一色西部尋常小学校に改称する。
- 1941年（昭和16年）4月1日 - 一色町西部国民学校に改称する。
- 1947年（昭和22年）4月1日 - 一色町立一色西部小学校に改称する。
- 1969年（昭和44年）3月 - 新校舎（鉄筋コンクリート造、中校舎西）が完成する。
- 1970年（昭和45年）2月 - 校舎（鉄筋コンクリート造、中校舎東）が完成する。
- 1975年（昭和50年）5月 - 校舎（鉄筋コンクリート造、北校舎）が完成する。
- 1976年（昭和51年）7月 - プールが完成する。
- 1979年（昭和54年）2月 - 管理棟が完成する。
- 1981年（昭和56年）3月 - 体育館が完成する。
- 2011年（平成23年）4月1日 - 一色町が西尾市に編入される。同時に西尾市立一色西部小学校に改称する。

## 交通アクセス
- ふれんどバス「一色高校西」バス停より徒歩約5分。

## 周辺施設
- 愛知県立一色高等学校
- 西尾市立一色南部小学校
- 西尾市立一色中部小学校
- 西尾市役所一色支所
- 高須病院
- 旧・名鉄三河線西一色駅跡